# Trần Trọng Kim
Trần Trọng Kim (chữ Hán: 陳仲金; 1883 – 1953) là một học giả, nhà giáo dục, nhà nghiên cứu sử học, văn học, tôn giáo Việt Nam, bút hiệu Lệ Thần, từng làm thủ tướng của chính phủ Đế quốc Việt Nam vào năm 1945 (chính phủ này được Đế quốc Nhật Bản thành lập trong thời kỳ chiếm đóng Việt Nam). Ông là tác giả của nhiều cuốn sách về lịch sử, văn hóa như Việt Nam sử lược, Việt Nam văn phạm, Nho giáo...

## Tiểu sử

### Thân thế
Trần Trọng Kim, sinh năm 1883 (Quý Mùi) tại làng Kiều Lĩnh, xã Đan Phố (nay là xã Xuân Phổ), huyện Nghi Xuân, tỉnh Hà Tĩnh. Vợ ông Bùi Thị Tuất là em gái nhà nghiên cứu văn học Bùi Kỷ. Ông có một người con gái duy nhất là Trần Thị Diệu Chương, lấy chồng làm Chưởng lý Bộ Quốc ấn tại Sénégal. Cha ông là Trần Bá Huân (1838-1894), đã từng tham gia từ rất sớm phong trào Cần Vương do Phan Đình Phùng lãnh đạo.

### Hoạt động giáo dục
Trần Trọng Kim xuất thân trong một gia đình Nho giáo, từ nhỏ ông học chữ Hán. Vào năm 1897, ông theo học tại Trường Pháp-Việt Nam Định và học chữ Pháp. Năm 1900, ông thi đỗ vào Trường Thông ngôn và đến năm 1903 thì tốt nghiệp.
Năm 1904, ông làm Thông sự ở Ninh Bình. Năm 1905, vì hiếu học nên ông qua Pháp học trường Thương mại ở Lyon. Năm 1906, nhân có Hội chợ đấu xảo tại Marseille, Pháp, ông xin làm một chân thợ khảm để được đi với Nguyễn Văn Vĩnh (1882-1936) sang dự.
Sau hội chợ, ông xin ở lại để học thêm tại các trường ở Ardèche, Lyon rồi tiếp tục học ở Trường thuộc địa. Năm 1909, ông vào học trường Sư phạm Melun (École Normale d'instituteurs de Melun, đã đóng cửa năm 2015 sau 135 năm hoạt động) và tốt nghiệp ngày 31 tháng 7 năm 1911 rồi về nước.
Ông lần lượt dạy Trường trung học Bảo hộ (nay là Trường Bưởi), Trường Hậu bổ và Trường nam Sư phạm. Ông là nhà sư phạm mẫu mực, có uy tín trong xã hội, giữ nhiều chức vụ trong ngành giáo dục thời Pháp thuộc như:
- Thanh tra Tiểu học (1921)
- Trưởng ban Soạn thảo Sách Giáo khoa Tiểu học (1924), dạy Trường Sư phạm thực hành 1931
- Giám đốc các trường nam tiểu học tại Hà Nội (1939)

Từ thập niên 1910 đến thập niên 1940, ông cũng viết nhiều sách về sư phạm và lịch sử. Ngoài ra ông còn tham gia các hoạt động xã hội. Ông là Phó trưởng ban Ban Văn học của Hội Khai trí Tiến Đức, Nghị viên Viện Dân biểu Bắc Kỳ, Trưởng ban nghiên cứu Phật học của Hội Bắc kỳ Phật giáo.
Năm 1943, một năm sau khi ông về hưu, Nhật Bản kéo vào Đông Dương, họ lấy cớ "giúp các ông tránh sự bắt bớ của Pháp" đưa ông và chí sĩ Cử nhân Dương Bá Trạc (1884-1944) bí mật sang Chiêu Nam (Singapore). Năm 1945, ông được quân đội Nhật đưa về nước.

### Hoạt động chính trị

#### Thành lập Đế quốc Việt Nam

Cờ quẻ Ly của Đế quốc Việt Nam, quốc kỳ từ 12 tháng 6 tới 30 tháng 8 năm 1945.

Ngày 9 tháng 3 năm 1945, Đế quốc Nhật Bản đảo chính Pháp, độc chiếm thuộc địa Đông Dương. Vấn đề quan trọng nhất đối với quân Nhật là duy trì bằng được "trật tự và ổn định" nhằm tìm nguồn cung ứng vật chất tại chỗ cho gần 100.000 lính Nhật, cũng như để cung cấp cho việc phòng thủ nước Nhật trước đà tấn công của quân Đồng Minh. Tuy nhiên, đúng lúc đó, bộ máy hành chính thực dân mà Nhật kế thừa từ Pháp đã tan rã, vì thế việc cải tổ bộ máy cai trị bản xứ đặt ra như một đòi hỏi cấp bách.
Ngay từ đêm 8/3, quân Nhật Bản đã được phái đến canh giữ nghiêm ngặt nhà của các quan lớn trong triều Nguyễn. Họ giữ các quan này ở trong nhà để chờ lệnh từ chỉ huy Nhật. Theo lời kể của đại thần Phạm Quỳnh, quân Nhật đi tìm tất cả các quan trong Viện cơ mật và giữ họ lại một chỗ. Đến sáng 9/3, khi đã đưa được Bảo Đại về kinh đô, đại sứ Nhật là Yokoyama đưa cho họ 2 văn bản đã viết sẵn: Bản tuyên bố hủy bỏ các hiệp ước nhà Nguyễn đã ký với Pháp và Bản tuyên bố giải tán Viện cơ mật, tất cả nhằm dọn đường cho việc thành lập nội các Đế quốc Việt Nam. Yokoyama nói thẳng "tôi cho các vị 15 phút để suy nghĩ". Trong hoàn cảnh đó, các quan nhà Nguyễn không muốn ký cũng không được.
Ngày 11 tháng 3 năm 1945, triều đình Huế tuyên bố hủy bỏ Hòa ước Patenôtre ký với Pháp năm 1884, thành lập Đế quốc Việt Nam. Vua Bảo Đại liền giải tán Hội đồng cơ mật gồm Thượng thư sáu bộ, tuyên bố từ nay sẽ tự mình cầm quyền nhưng bên cạnh nhà vua là viên Đại sứ Nhật ở Đông Dương Yokoyama làm 'Tối cao cố vấn'.
Chỉ huy quân Nhật, tướng Tsuchihashi Yuitsu (âm Hán Việt: Thổ Kiều Dũng Dật), nghĩ rằng chỉ cần Việt Nam độc lập trên danh nghĩa và chính phủ mới của Việt Nam phải được Nhật kiểm soát chặt chẽ. Thoạt đầu Phạm Quỳnh được chỉ định tạm quyền nhưng ông này quá thân Pháp, ngoài ra ông ta thấy ngay "nền độc lập" có những giới hạn như giống như hồi còn chế độ thuộc địa Pháp: không có tự chủ về ngoại giao, không có quân đội, không có độc lập tài chính... Nhật liền đưa một nhân vật ôn hoà hơn chính là Trần Trọng Kim, đang ở Singapore về làm thủ tướng. Theo Daniel Grandcléme, nhà vua Bảo Đại chẳng có vai trò gì trong việc chỉ định này.
Trong khi Bảo Đại tìm người lập nội các thì ngày 30/3/1945, trong một cuộc họp với công chức người Việt ở Long Xuyên, Toàn quyền Nhật Bản là Minoda nói thẳng bằng tiếng Pháp về bản chất sự "độc lập" của Đế quốc Việt Nam:
| “ | Có một sự hiểu lầm lớn về sự độc lập ở Đông Dương. Sự độc lập này là hoàn toàn ở dưới sự kiểm soát quân sự của Nhật Bản. Sự độc lập của đế chế Trung kỳ và cũng như của Cao Miên đã được tuyên bố. Nam kỳ chẳng những ở dưới sự kiểm soát quân sự mà còn dưới cả sự cai trị quân sự của Nhật Bản. Vậy thì không có sự độc lập của Nam kỳ | ” |

Ngày 30 tháng 3 năm 1945, Trần Trọng Kim được Nhật Bản đón từ Băng Cốc về Sài Gòn. Khoảng 5 tháng 4 năm 1945, Trần Trọng Kim đến Huế. Sau khi được yết kiến Bảo đại và gặp Trần Đình Nam, Trần Trọng Kim cũng tán thành giải pháp lập nội các do Ngô Đình Diệm đứng đầu nên một bức điện thứ 2 triệu tập Ngô Đình Diệm được Tối cao cố vấn Yokoyama nhận chuyển đi. Nhưng Ngô Đình Diệm không ra Huế (do Nhật không chuyển điện, hay nhận điện mà từ chối). Bảo Đại triệu Trần Trọng Kim vào tiếp kiến lần thứ hai rồi giao cho ông nhiệm vụ làm thủ tướng.
Trần Trọng Kim và một số nhà trí thức được giao thành lập nội các ở Huế vào ngày 17 tháng 4 năm 1945. Đây là một dạng chính phủ hiện đại đầu tiên tại Việt Nam và Trần Trọng Kim trở thành Thủ tướng đầu tiên của Việt Nam. Tham gia Nội các của ông đều là các nhà trí thức luật sư, bác sĩ, kỹ sư (một giáo sư, hai kỹ sư, bốn bác sĩ, bốn luật sư):
- Trần Đình Nam (1896-1974) y sĩ Đông Dương, Bộ trưởng Nội vụ.
- Trần Văn Chương (1898 – 1986), Tiến sĩ Luật, Bộ trưởng Ngoại giao.
- Trịnh Đình Thảo (1901-1986), Tiến sĩ Luật, Bộ trưởng Tư pháp.
- Vũ Văn Hiền (1911-1963), Tiến sĩ Luật, Bộ trưởng tài chính.
- Hoàng Xuân Hãn (1908-1996), Giáo sư, Thạc sĩ toán học, Bộ trưởng giáo dục và Mỹ thuật.
- Vũ Ngọc Anh (1901-1945), Bác sĩ Y khoa, Bộ trưởng Y tế và Cứu tế.
- Lưu Văn Lang (1880-1969), Kỹ sư bách nghệ được vua Bảo đại mời làm Bộ trưởng Công chính, nhưng đến giờ chót ông từ chối vì tuổi cao.
- Hồ Tá Khanh (1908-1996), Bác sĩ Y khoa, Bộ trưởng Kinh tế.
- Nguyễn Hữu Thí (1899-?), Y sĩ, thương gia, Bộ trưởng Tiếp tế.
- Phan Anh (1911-1990), Luật sư, Bộ trưởng Thanh niên.

Ngoài các thành viên Nội các, nhiều nhà trí thức có tiếng cùng tham gia công việc của chính quyền:
Phan Kế Toại (Khâm sai Bắc bộ), 
Bác sĩ Trần Văn Lai (Thị trưởng Hà Nội), 
Giáo sư Nguyễn Lân (Thị trưởng Huế), 
Phó bảng Đặng Văn Hướng (Tỉnh trưởng Nghệ An), 
Phó bảng Hà Văn Đại (Tỉnh trưởng Hà Tĩnh), 
Giáo sư Đặng Thai Mai (Tỉnh trưởng Thanh Hóa)... 
Các ông Hoàng Đạo Thúy, Tạ Quang Bửu, Trần Duy Hưng, Nguyễn Xiển, Vũ Văn Cẩn, Ngụy Như Kontum, được mời ra thành lập Hội đồng Thanh niên. Tạ Quang Bửu được mời làm Cố vấn đặc vụ ủy viên Bộ Thanh niên và Kỹ sư Lê Duy Thước làm Chánh văn phòng Bộ.
Một chính phủ được thành lập trong bối cảnh quân đội Nhật chiếm đóng như chính phủ Trần Trọng Kim, thông thường dễ bị coi là bù nhìn, là tay sai Nhật. Và thực tế đúng là chính phủ này chỉ có quyền lực rất hạn chế. Luật sư Phan Anh, một bộ trưởng trong chính phủ Trần Trọng Kim, sau này viết: 
"Chúng tôi đã lầm rất lớn. Chúng tôi đã tưởng lợi dụng được một đế quốc chống một đế quốc khác, tranh thủ quyền lợi về ta, nhưng trái lại bọn Nhật đã lợi dụng chúng tôi, ít nhất cũng là về danh nghĩa. Đó là một bài học đau đớn!"
Mới ra mắt được 4 tháng, ngày 5/8/1945, hàng loạt thành viên nội các Trần Trọng Kim xin từ chức: 3 bộ trưởng xin từ nhiệm, Bộ trưởng Vũ Ngọc Anh qua đời vì trúng bom máy bay Mỹ. Các bộ trưởng khác tuyên bố bản thân họ cũng bất lực, bởi không thể làm được việc gì nếu không được cố vấn tối cao Nhật Bản đồng ý, trong khi vua Bảo Đại chỉ lo vui chơi, săn bắn mà không quan tâm đến chính trị. Trần Trọng Kim cố gắng liên hệ nhưng các nhân vật cấp tiến đều khước từ cộng tác, đến đầu tháng 8 thì chính Trần Trọng Kim cũng nản lòng. Ông nói mình bị "tăng huyết áp" và không ra khỏi nhà.
Trong hồi ký của mình, Trần Trọng Kim viết về giai đoạn làm chính trị dưới sự khống chế của Nhật Bản: 
| “ | "Nhật Bản trước vốn là một nước đồng văn đồng hóa ở Á Đông, nhưng về sau đã theo Âu hóa, dùng những phương pháp quỷ quyệt để mở rộng chủ nghĩa đế quốc của họ, trước đã thôn tính Cao Ly và Mãn Châu, sau lại muốn xâm lược nước Tàu và các nước khác ở Á Đông đã bị người Âu châu chiếm giữ. Người Nhật tuy dùng khẩu hiệu "đồng minh cộng nhục" và lấy danh nghĩa "giải phóng các dân tộc bị hà hiếp" nhưng thâm ý là muốn thu hết quyền lợi về mình" | ” |

#### Nội các thân Nhật Bản
Giáo sư Đinh Xuân Lâm có viết: "Nội các Trần Trọng Kim, với thành phần là những trí thức có tên tuổi, trong đó phải kể tới một số nhân vật tiêu biểu của nước ta trước năm 1945, có uy tín đối với nhân dân, như: Trần Trọng Kim, Hoàng Xuân Hãn, Trịnh Đình Thảo, Phan Anh... Thủ đoạn của bọn cầm quyền Nhật Bản là triệt để lợi dụng bộ máy chính quyền do chúng mới dựng lên để lũng đoạn tình hình có lợi cho chúng, chúng chỉ muốn có một chính phủ bù nhìn hoàn toàn để thi hành mọi ý định của chúng".
Theo Tiến sĩ Lê Mạnh Hùng: "Với an ninh, quốc phòng và kinh tế tài chánh đều nằm trong tay quân đội Nhật, tất cả những gì mà chính phủ Trần Trọng Kim có thể đạt được trong việc giành lại chủ quyền cho Việt Nam thực tế là chỉ có tính cách biểu tượng. Nhưng trong tình huống Đông Dương vào năm chót của thế chiến thứ hai, biểu tượng đóng một vai trò rất quan trọng. Biết rằng thất bại của Nhật Bản chỉ là một vấn đề thời gian, Trần Trọng Kim và chính phủ của ông đưa ra một chương trình nhằm thay đổi tâm lý người Việt đến mức mà đất nước sẽ không thể trở lại tình trạng thuộc địa nữa một khi chiến tranh chấm dứt...".
Tháng 6 năm 1945, chính phủ Trần Trọng Kim đặt quốc hiệu là Đế quốc Việt Nam; đặt quốc thiều là bài "Đăng đàn cung"; quốc kỳ có "nền vàng hình chữ nhật, giữa có hình quẻ Ly màu đỏ thẫm".
Chính phủ Trần Trọng Kim thực tế vẫn nằm dưới sự bảo hộ của quân đội Nhật chiếm đóng Đông Dương. Nhật Bản đưa ra chính sách Đại Đông Á, tuyên bố "giúp các dân tộc da vàng đánh đổ ách thống trị của thực dân da trắng để lập nên khu vực thịnh vượng chung", nhưng thực ra đó chỉ là một cách gọi biện minh cho ách chiếm đóng mới của quân phiệt Nhật. Theo kế hoạch của Nhật, quân Nhật sẽ khống chế mọi mặt, cả về kinh tế, quân sự và chính sách nội bộ của các nước trong khối, miền Nam Châu Á sẽ trở thành thuộc địa cung cấp nguyên liệu cho Đế quốc Nhật.
Vì vậy giới sử học cho rằng đây chỉ là một chính phủ bù nhìn thân Nhật, không có thực quyền và không có được sự ủng hộ của dân chúng. Nó được xếp chung với các chính phủ bù nhìn do Nhật thành lập tại các nước bị họ chiếm đóng trong thế chiến thứ 2 như Mãn Châu quốc, Chính phủ Uông Tinh Vệ, Mông Cương, Đệ nhị Cộng hòa Philipine... Cùng với sự bại trận của Nhật Bản trong thế chiến, tất cả các chính phủ này đều tự sụp đổ hoặc bị Đồng Minh giải thể trong năm 1945. Có quan điểm cho rằng dù cho Cách mạng tháng Tám không nổ ra thì chính phủ này cũng sẽ bị giải thể khi quân Đồng Minh (Anh và Pháp) tới Việt Nam vào tháng 9/1945.
Về hành chánh, Đế quốc Nhật Bản đảo chính lật đổ Pháp ngày 09 tháng 3 năm 1945, nhưng không trao trả toàn bộ chủ quyền Việt Nam lại cho chính phủ Đế quốc Việt Nam, mà mãi đến tháng 7 năm 1945, sau các cuộc thương lượng, toàn quyền Nhật là Yuichi Tsuchihashi mới trả lại ba thành phố nhượng địa Hà Nội, Hải Phòng và Ðà Nẵng kể từ ngày 20 tháng 7 năm 1945. Về việc thu hồi Nam Kỳ thì cuộc thương thuyết với Toàn quyền Tsuchihashi có kết quả mặc dù lúc đầu Tsuchihashi còn do dự vì triều đình Cao Miên cũng đòi đất Nam Kỳ. Trần Trọng Kim phái Nguyễn Văn Sâm là khâm sai vào Sài Gòn tiếp thu. Ở ngoài Bắc thì Thống sứ Nishimura bàn giao với khâm sai Phan Kế Toại tại Hà Nội ngày 12 Tháng 8. Ngày 14 Tháng 8, chính phủ Trần Trọng Kim công bố chính thức tiếp thu Nam Kỳ Chính phủ Trần Trọng Kim cũng thay chương trình học bằng tiếng Pháp bậc tiểu học và trung học sang chương trình học bằng tiếng Việt, do học giả Hoàng Xuân Hãn biên soạn. Hành chánh được cải tổ với việc dùng chữ Việt trong tất cả các giao dịch của chính phủ ngoại trừ lĩnh vực y tế và các văn thư liên lạc với Pháp hoặc các công ty của người Trung Hoa.
Tuy nhiên, chính phủ Trần Trọng Kim không làm được gì nhiều hơn vì phương tiện, nhân lực đều do quân Nhật nắm giữ. Mọi sự vận chuyển thóc gạo từ Nam ra Bắc đều phải qua "Ủy ban thóc gạo" ở Sài Gòn do công ty Nhật nắm. Khi tải ra đến Bắc thì phải gom gạo cho công ty thóc gạo Bắc kỳ 75% số lượng, công ty này trước hết cung ứng lương thực cho quân Nhật, số gạo còn thừa mới bán cho dân.
Trong khi Bộ Tiếp tế chỉ làm được vài việc vặt, thì Bộ Tài chính của Đế quốc Việt Nam gom tiền thuế của dân giao cho Nhật. Chỉ riêng trong 5 tháng tồn tại, Chính phủ Trần Trọng Kim đã nộp cho Nhật Bản khoản tiền 720 triệu đồng Đông Dương (Piastre), ngang với số tiền 726 triệu do chính quyền thực dân Pháp nộp cho Nhật Bản trong 5 năm trước đó (từ 1940 tới 9/3/1945). Tổng cộng trong thời gian Thế chiến thứ hai, người Việt Nam đã phải nộp cho Nhật khoản tiền là 1 tỷ 446 triệu Piastre, tương đương 14 tỷ 460 triệu Franc lúc đó.
Dù phạm vi hoạt động có giới hạn, lại gặp sự bắn phá của Mỹ và sự cản trở của Việt Minh, chính phủ Trần Trọng Kim cố gắng hết sức để tiếp tế gạo chống nạn đói. Vì tất cả thuyền trên 30 tấn đều bị Nhật trưng dụng, và các khu vực quan trọng liên tục bị Mỹ và Đồng Minh tấn công, việc chở gạo từ Nam ra Bắc bị chậm trễ. Bộ trưởng Tiếp tế Nguyễn Hữu Thí được gửi vào Sài Gòn sắp xếp việc vận chuyển gạo từ Nam ra Trung Bộ và Bắc Bộ. Các hải cảng xa Sài Gòn được dùng làm điểm khởi hành để tránh Mỹ oanh tạc. Tư nhân được phép tự do chuyên chở và mua bán gạo. Để ngăn hành vi gian dối, chính phủ ra lệnh kiểm soát giá cả và tồn kho lúa gạo. Người vi phạm có thể bị tử hình hoặc tịch thu tài sản. Ty Liêm phóng Kinh tế Bắc Bộ, do Nguyễn Duy Quế đứng đầu, thành lập để ngăn chặn việc buôn lậu. Vào cuối tháng 3, tất cả các hội cứu tế miền Bắc tập hợp lại thành Tổng Hội Cứu tế do Nguyễn Văn Tố cầm đầu, và đẩy mạnh lạc quyên cũng như chẩn tế. Từ tháng 3 tới tháng 5, Tổng Hội quyên được 783.403 đồng. Tại Nam Bộ, trong tháng 5 hơn 20 hội chẩn tế ra đời, và trong vòng một tháng các tổ chức trên quyên được 1.677.886 đồng, kể cả 481.570 đồng để mua và chuyên chở 1.592 tấn gạo cho nạn nhân vụ đói. Nhờ được mùa chiêm vào tháng 5 và 6/1945, và nhờ nhu cầu tiêu thụ giảm hẳn xuống sau khi hơn 1 triệu người chết đói, cuộc khủng hoảng lương thực giảm dần. Qua tháng 6/1945, nạn đói đã giảm đáng kể.
Chính phủ Trần Trọng Kim không có quân đội để tránh phải tham gia chiến tranh thế giới thứ II với tư cách đồng minh của Nhật Bản. Bộ trưởng Bộ thanh niên Phan Anh đã thành lập đoàn Thanh niên Tiền tuyến, Thanh niên Xã hội để thực hiện công tác trị an, bảo vệ. Tuy nhiên khi Cách mạng Tháng Tám nổ ra, do nhận thấy sự bất lực của chính phủ Đế quốc Việt Nam nên lực lượng Thanh niên Tiền tuyến đã rời bỏ hàng ngũ, quay sang ủng hộ lực lượng Việt Minh, phong trào mà họ tin rằng sẽ thực sự giành được độc lập cho Việt Nam. Trường Thanh niên tiền tuyến đã đào tạo ra nhiều tướng lĩnh, sĩ quan của Việt Nam Dân chủ Cộng hòa sau này.

#### Vai trò của Đế quốc Việt Nam
Chính phủ Trần Trọng Kim ra đời trong bối cảnh thế giới có nhiều biến động, chiến tranh thế giới thứ 2 đang xảy ra. Pháp, các đế quốc châu Âu muốn giữ quyền lợi vốn có của mình tại các nước thuộc địa Đông Nam Á. Nước Mỹ, lực lượng chính của phe Đồng Minh tại mặt trận Thái Bình Dương muốn ngăn chặn và triệt tiêu ảnh hưởng của Nhật. Nhật đã giành quyền ảnh hưởng tại Đông Dương từ tay Pháp, Nhật Bản cần một chính phủ mới tại Việt Nam phụ thuộc, ủng hộ các quyền lợi của mình tại chiến lược bành trướng châu Á Thái Bình Dương. Kết quả là sự ra đời của chính phủ Trần Trọng Kim.
Chính phủ Trần Trọng Kim thường được Việt Nam Dân chủ Cộng hòa mô tả trong các tài liệu nghiên cứu chuyên môn trước và sau năm 1975, một cách trực tiếp hay gián tiếp, là bù nhìn của Nhật. Giới sử học phương Tây thì coi Đế quốc Việt Nam là một dạng chính phủ bù nhìn do Nhật thành lập tại các nước bị họ chiếm đóng trong thế chiến thứ 2 như Mãn Châu quốc, Chính phủ Uông Tinh Vệ, Mông Cương, Đệ nhị Cộng hòa Philippines... Cùng với sự bại trận của Nhật Bản trong Thế chiến, tất cả các chính phủ này đều tự sụp đổ hoặc bị Đồng Minh giải thể trong năm 1945 Chính phủ Trần Trọng Kim được phương Tây coi là một bộ phận của chính sách Khối Thịnh vượng chung Đại Đông Á của Nhật nhằm chiếm đóng Đông Á trong Chiến tranh thế giới thứ hai, trong đó các chính quyền bản xứ phải vận động người dân và nền kinh tế trong nước phục vụ cho lợi ích của Đế quốc Nhật Bản.
Trong bản Tuyên cáo trước quốc dân về đường lối chính trị, dưới sự khống chế của Nhật Bản, nội các Trần Trọng Kim tuyên bố: "quốc dân phải gắng sức làm việc, chịu nhiều hy sinh hơn nữa và phải thành thực hợp tác với nước Đại Nhật Bản trong sự kiến thiết nền Đại Đông Á, vì cuộc thịnh vượng chung của Đại Đông Á có thành thì sự độc lập của nước ta mới không phải là giấc mộng thoáng qua". Bản Tuyên cáo của Chính phủ Trần Trọng Kim làm nhân dân bàn tán xôn xao, vì Đức đã bại trận, Nhật Bản cũng khó tránh khỏi thất bại, cho nên Trần Trọng Kim lại phải tuyên bố để trấn an dư luận: "Việc nước Đức đầu hàng không hại gì đến sự liên lạc mật thiết giữa hai nước Nhật và Việt Nam... Sự bại trận ấy không thể giảm bớt lòng chúng ta kiên quyết giúp Nhật Bản đeo đuổi cuộc chiến đấu cho đến khi toàn thắng để kiến thiết vùng Đại Đông Á... ta chỉ phải giữ vững cuộc trị an trong nước và chịu những hy sinh cần thiết để cho quân đội Nhật Bản được chúng ta tận tâm giúp đỡ về mặt tinh thần và vật chất, nền độc lập của chúng ta có như thế mới thật vững bền". Ông Phạm Khắc Hòe, nguyên Tổng lý Ngự tiền văn phòng của nhà Nguyễn nói về bản Tuyên cáo: "Rõ ràng là Trần Trọng Kim đã hạ quyết tâm phục vụ quan thầy Nhật đến cùng...".
Nhà nghiên cứu Phạm Xuân Ba, nhận xét rằng "nền độc lập" của Đế quốc Việt Nam rõ ràng chỉ là giả hiệu bởi những lý do sau:
- Một nước độc lập phải có một Chính phủ được toàn dân bầu ra, có bộ máy Nội các đầy đủ, hoàn toàn độc lập. Nội các Trần Trọng Kim thì hoàn toàn không do quốc hội lập ra, cũng không có hiến pháp, và cũng không được toàn dân ủng hộ. Chính phủ này cũng không có Bộ Quốc phòng, không có quân đội, không có Bộ Công an, việc giữ an ninh quốc gia, tuyên truyền do quân Nhật nắm giữ.
- Chính phủ Trần Trọng Kim đã để mặc (hoặc không dám ngăn cản) việc quân Nhật vơ vét lương thực của người dân Việt Nam, gây ra nạn đói kinh hoàng làm chết hơn 2 triệu người ở nhiều tỉnh miền Bắc.
- Câu nói cuối cùng trong bản "Tuyên cáo độc lập" của Đế quốc Việt Nam là "Chính phủ Việt Nam một lòng tin cậy lòng thành ở Nhật Bản đế quốc, quyết chí hợp tác với nước Nhật, đem hết tài sản trong nước để cho đạt được mục đích như trên", tự điều đó cho thấy chính phủ này phải lệ thuộc chặt chẽ vào Đế quốc Nhật Bản
- Ngày 25/8/1945, Bảo Đại đã đọc Tuyên ngôn Thoái vị trước hàng ngàn người tại Ngọ Môn, sau đó trao ấn tín cho đại diện Việt Minh là ông Trần Huy Liệu. Bảo Đại nói: "Trẫm muốn làm dân một nước độc lập, hơn làm Vua một nước bị trị". Câu nói này chứng tỏ Bảo Đại thừa nhận trước đó nước Việt Nam chưa có được độc lập, và chính Bảo Đại đã "khai tử" bản Tuyên ngôn Độc lập giả hiệu mà ông phải đọc từ sức ép của Đế quốc Nhật.

Chính phủ Trần Trọng Kim muốn lợi dụng Nhật để hất cẳng hoàn toàn ảnh hưởng của Pháp, nhưng bản thân họ cũng bị Nhật biến thành bù nhìn. Chớp lấy thời cơ Nhật đầu hàng quân Đồng Minh, phải giải giáp vũ khí, lực lượng Việt Minh đã ra chỉ thị "Nhật - Pháp bắn nhau và hành động của chúng ta", kêu gọi dân chúng biểu tình, bãi công, giành lấy chính quyền. Sau khi chính quyền Việt Minh được thành lập, nhiều nhân vật của chính phủ Trần Trọng Kim đã tham gia vào chính phủ của Việt Minh. Còn Trần Trọng Kim, do tư tưởng bảo hoàng quá cao nên ông vẫn bài xích Việt Minh vì cho rằng họ có tội "tiếm đoạt ngôi vua", và từ chối hợp tác với Nhà nước Việt Nam Dân chủ Cộng hòa mới được thành lập.
Khi phát xít Nhật sắp bại trận, ngày 8/5/1945, Trần Trọng Kim vẫn còn phải ra bản tuyên cáo, yêu cầu quốc dân "phải giữ vững cuộc trị an trong nước và chịu những hy sinh cần thiết để cho quân đội Nhật Bản được chúng ta tận tâm giúp đỡ về mặt tinh thần và vật chất. Nền độc lập của chúng ta có như thế mới vững bền" (Việt Nam tân báo ra ngày 18/5/1945). Ông Phạm Khắc Hòe, nguyên Tổng lý Ngự tiền văn phòng của triều Nguyễn nhận xét rằng: Trần Trọng Kim ra sức giữ ngôi báu cho nhà Nguyễn nên sẵn sàng phục vụ cho phát xít Nhật. Khi Cách mạng Tháng Tám nổ ra, Trần Trọng Kim ra sức phản đối, tuy nhiên các thành viên khác trong nội các đã ủng hộ Cách mạng nên Trần Trọng Kim không làm gì được.
Ở Việt Nam, đa số quần chúng tỏ ra thờ ơ lạnh nhạt với sự "độc lập" do quân đội Nhật dựng nên. Ngày 17/3/1945, ở các hương thôn, lý trưởng được lệnh tổ chức dân chúng mừng sự ra đời của Đế quốc Việt Nam tại các đình làng, nhưng không khí rất ảm đạm.
Việc đưa Trần Trọng Kim đứng ra lập nội các cho Bảo Đại do Ngô Đình Diệm đã từ chối chức vụ này, chứ bản thân ông tự ý thức mình bất lực, ông được trao quyền cũng chỉ biến ông thành bù nhìn. Trong thư viết ngày 8/5/1947 tại Sài Gòn gửi học giả Hoàng Xuân Hãn, ông Trần Trọng Kim nói về tình hình yếu kém của Đế quốc Việt Nam năm 1945, sự bất lực của ông và vai trò tiếp quản của Việt Minh như sau:
"Còn về phương diện người mình (Đế quốc Việt Nam), thì tôi thấy không có gì đáng vui. Phe nọ đảng kia lăng nhăng chẳng đâu vào đâu cả. Ai cũng nói vì lòng ái quốc, nhưng cái lòng ái quốc của họ chỉ ở cửa miệng mà thôi, nhưng kỳ thực là vì địa vị và quyền lợi, thành ra tranh giành nhau, nghi kỵ nhau rồi lăng mạ lẫn nhau... Tôi thấy tình thế có nhiều nỗi khó khăn quá, mà mình thì thân cô thế cô, không làm gì được, cho nên chỉ giữ cái địa vị bàng quan mà thôi... Tôi vẫn biết việc chống Pháp chỉ có Việt Minh mới làm nổi... Nay Việt Minh đứng vào cái địa vị chống Pháp, tất là có cái thanh thế rất mạnh...".

### Lưu vong và hồi hương
Khi quân Nhật thất trận sắp đầu hàng Đồng Minh, chính phủ Trần Trọng Kim cũng chỉ tồn tại được đến ngày 23 tháng 8 năm 1945 thì sụp đổ.
Sau khi Việt Minh giành được chính quyền và nước Việt Nam Dân chủ Cộng hòa được thành lập, chính phủ Việt Nam Dân chủ Cộng hòa đã đối xử với ông cực kỳ ưu đãi. Ông được sống yên ổn tự do ở nhà, Chính phủ Việt Nam Dân chủ Cộng hòa còn cấp tiền lương cho ông. Chính ông đã viết trong hồi ký: "Bây giờ tôi không có tiền, may nhờ chính phủ Việt Minh ở Huế trả tôi 1.600 đồng tiền lương quá nửa tháng 8 tôi mới có tiền chi tiêu". Món tiền 1.600 đồng thời ấy là không hề nhỏ, có thể mua được hai tấn gạo.
Tháng 6-1946, khi quân Quốc dân đảng Trung Quốc phải rút về nước, ông sang Trung Quốc tìm gặp cựu hoàng Bảo Đại đang ở Hồng Kông. Ông cùng Bảo Đại bàn mưu tính kế khôi phục lại ngôi báu nhà Nguyễn, có cả Cousseau, chỉ huy mật thám Pháp tham dự.
Sau nhiều năm tháng ở Quảng Châu và Hồng Kông, ngày 6 tháng 2 năm 1947, ông trở về Sài Gòn và sống tại nhà luật sư Trịnh Đình Thảo.
Người Pháp thu xếp cho ông trở về Sài Gòn để vận động thành lập chính phủ mới. Về đến Sài Gòn, ông nhận ra rằng những lời hứa hẹn của người Pháp là giả dối nên ông quyết định không làm gì.
Năm 1948, ông qua Phnom Penh và sống với người con gái. Sau đó, ông lại trở về Việt Nam sống thầm lặng. Trong thời gian này ông có viết hồi ký về giai đoạn ông làm chính trị.
Ông mất tại Đà Lạt vào ngày 2 tháng 12 năm 1953 do bị đứt mạch máu, thọ 71 tuổi.

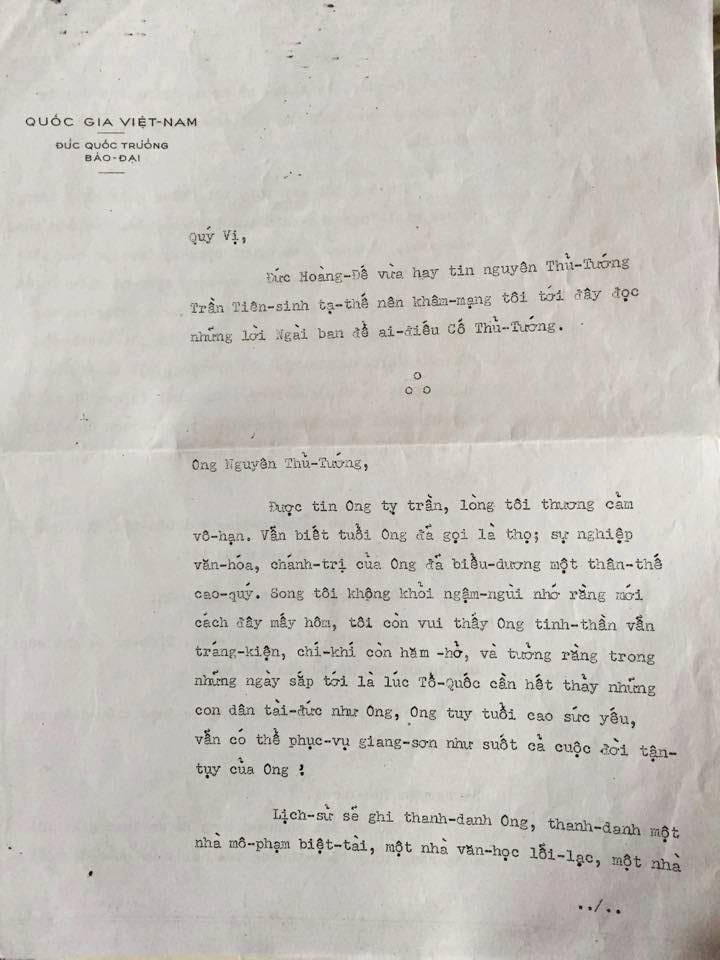
Bài Ai-điếu Cố Thủ-Tướng Trần-trọng-Kim của quốc trưởng Bảo Đại do quan khâm mạng đọc trước linh cữu năm 1953.

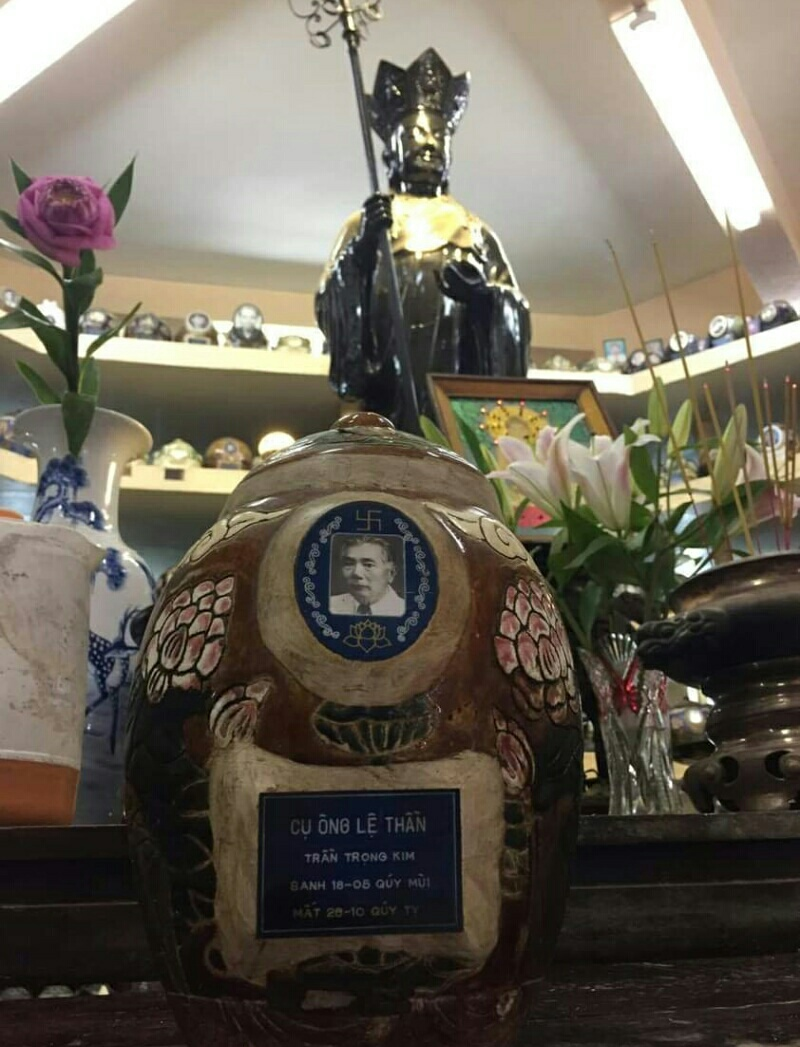
Tro cốt Thủ tướng Trần Trọng Kim tại Chùa Vĩnh Nghiêm, Thành phố Hồ Chí Minh

## Đánh giá
Phan Anh, Bộ trưởng Thanh niên trong Nội các của ông, nhận xét:
"Tôi quen Trần Trọng Kim từ ngày ông còn dạy học, viết sử. Trong những tác phẩm của mình, ông động viên ý chí quật cường cho thanh niên... Tôi rất có cảm tình đối với ông ấy. Trần Trọng Kim là một người yêu nước nhưng không phải là một nhà chính trị. Ông ta cần được sự giúp đỡ ý kiến" 
Từ năm 1945, do nhận lời làm Thủ tướng Đế quốc Việt Nam, ông bị các báo chí bí mật của giới trí thức yêu nước chửi rủa nặng nề. Chu Lang làm thơ phê phán ông thẳng thừng: 
"Ngực đeo cái biển Việt gian, cúi đầu bái tạ Thiên hoàng phía đông".
Khi gặp đại diện của Việt Minh, ông Lê Trọng Nghĩa, Trần Trọng Kim nói: "Lịch sử sẽ phán xét công việc của chúng tôi" Khi ông Kim gặp Tổng tư lệnh Tsuchihashi để yêu cầu Nhật trả lại ba tỉnh Hà Nội, Hải Phòng, Đà Nẵng và toàn bộ đất Nam kỳ cho Việt Nam:
"Quân đội Nhật đã đánh quân đội Pháp và công nhiên hứa hẹn trả quyền tự chủ cho nước Việt Nam. Bởi vậy tôi không quản tuổi già và sự khó khăn của hoàn cảnh mà đứng ra lập chính phủ. Tôi làm việc một lòng giúp nước tôi, cũng như các ông lo việc giúp nước Nhật... Nếu các ông cho tôi là người làm việc cho nước Nhật, việc ấy không phải là phận sự của tôi, tôi sẵn sàng xin lui..."
Chính phủ Trần Trọng Kim từng đưa ra bản Tuyên cáo về đường lối chính trị, trong đó tuyên bố "quốc dân phải gắng sức làm việc, chịu nhiều hy sinh hơn nữa và phải thành thực hợp tác với nước Đại Nhật Bản trong sự kiến thiết nền Đại Đông Á". Ông Phạm Khắc Hòe, nguyên Tổng lý Ngự tiền văn phòng của nhà Nguyễn nhận xét: 
"Rõ ràng là Trần Trọng Kim đã hạ quyết tâm phục vụ quan thầy Nhật đến cùng... Bộ mặt Việt gian phản quốc của Trần Trọng Kim ngày nay chúng tôi mới thấy thật rõ, nhưng đã được những người cộng sản vạch ra một năm trước khi nội các Trần Trọng Kim ra đời. Nhà cách mạng Trường Chinh, trong báo Cờ Giải phóng số ra ngày 18-4-1944 đã viết: "Bọn Việt gian thân Nhật bảo: thì đồng bào ta cứ hy sinh cho Nhật miễn sao cho cuộc chiến tranh Đại Á của Nhật được toàn thắng thì nước ta sẽ được độc lập tự do. Xảo quyệt thay giọng lưỡi ấy. Có đời thuở nào hy sinh cho bọn đế quốc đang cướp nước mình lại được độc lập tự do bao giờ. Giá bọn Việt gian thân Nhật nói trắng ngay rằng đồng bào hãy chịu khó hy sinh tính mạng, tài sản để cho một nhóm Việt gian thân Nhật được mũ cao áo dài thì đúng hơn"".
Tuần báo Văn nghệ thành phố Hồ Chí Minh có bài viết nhận xét: Vua Bảo Đại chỉ là bù nhìn trong tay người Pháp và người Nhật, thế mà Trần Trọng Kim vẫn chấp nhận phục vụ phát xít Nhật để tìm cách giữ ngôi vua cho Bảo Đại. Trần Trọng Kim đã được Việt Minh khoản đãi rất tốt, nhưng ông vẫn bỏ ra nước ngoài để theo vua Bảo Đại. Vì lòng trung thành với một vị vua mà đi ngược lại phong trào kháng chiến của dân tộc, thì có thể coi Trần Trọng Kim là "ngu trung" và rất mâu thuẫn với một người được giáo dục theo tinh thần Cộng hòa của nước Pháp.
Nhà nghiên cứu Vũ Ngọc Khánh nhận xét:
Phải công nhận rằng ông là người có lòng yêu nước, rất trân trọng lịch sử và văn hoá nước nhà [...] Ông bị lôi cuốn vào hoạt động chính trị, mặc dầu sự hiểu biết chính trị của ông không sâu sắc, không thức thời. Ông bị người ta (Nhật) dùng làm con bài, mà vẫn tưởng là họ cho ông ra đóng góp với dân tộc. Tư tưởng của ông là tư tưởng luân lý phong kiến. Đọc sách ... của ông, mọi người thấy rõ điều này. Cho đến khi gặp bế tắc, ông vẫn cứ phải loay hoay với lý thuyết của Khổng Tử (qua câu cuối cùng của ông nói với Phạm Khắc Hoè về việc hành tàng), do đó mà bế tắc lại càng bế tắc.

## Tên đường và tác phẩm
Tên đường
Hiện nay tại Phường 22, Bình Thạnh, Thành phố Hồ Chí Minh có một con đường mang tên ông.
Tác phẩm
Trước năm 1945, Trần Trọng Kim có nhiều tác phẩm nổi tiếng thời bấy giờ về các lĩnh vực sử học, văn học, nghiên cứu và sư phạm gồm:
- Sơ học luận lý (1914)
- Vương Dương Minh (1914)
- Việt Nam văn phạm (Hợp soạn, 1941)
- Luân lý giáo khoa thư (1916)
- Sư phạm khoa yếu lược (1916)
- Sơ học An Nam sử lược (1917)
- Sư phạm yếu lược (1918)
- Việt Nam sử lược (1920). Đây được coi là quyển sử Việt Nam đầu tiên viết bằng chữ quốc ngữ, có phong cách ngắn gọn, súc tích và dễ hiểu, thích hợp với trình độ của đại chúng nên được tái bản nhiều lần. Tuy nhiên thời gian biên soạn quá ngắn nên sách có rất nhiều chi tiết sai sót, sau này Trần Trọng Kim đã hiệu đính lại 2 lần nhưng vẫn còn nhiều lỗi sai.
- Truyện Thúy Kiều chú giải (1925)
- 47 điều giáo hóa triều Lê (có bản dịch ra tiếng Pháp- 1928)
- Nho giáo (3 tập từ 1930-32)
- Vương Dương Minh (1934)
- Phật giáo thuở xưa và Phật giáo ngày nay (1938)
- Phật Lục (1940)
- Quan niệm về nhân sinh, Vũ trụ đại quan (1943)
- Quốc văn giáo khoa thư, 3 tập: lớp Đồng ấu, Dự bị, và Sơ đẳng (soạn cùng Nguyễn Văn Ngọc, Đặng Đình Phúc, Đỗ Thận; Nam Sơn Nguyễn Văn Thọ vẽ)
- Việt Nam văn phạm (cùng Bùi Kỷ, Phạm Duy Khiêm) (1941).
- Một cơn gió bụi: hồi ký, viết năm 1949, xuất bản lần đầu tiên năm 1969.